# Донгъл
Донгъл (на английски: Dongle / /'dɔngəl/ произношение като донгъл) е малко електронно устройство, предназначено за защита на съдържание и на софтуер от копиране, което е необходимо за пълноценната му работа. Може да се програмира с продуктов ключ или друг криптографски защитен механизъм и се включва към външна шина.
Когато се използва за защита на софтуер, донгълът не се намесва в потока на данните, а само служи за прочитане на определена информация. Без наличието на тази информация софтуерът работи само в ограничен обем или изобщо не работи. Когато се използва като хардуерен ключ, донгълът може да осъществява и декодираща функция (например гейминг конзола или телевизионен сигнал).

## Наименования
Производителите на донгли и на софтуер в писмените си ръководства използват имена като „хардуерен ключ“ (hardware key), „хардуерен жетон“ (hardware token), или „охранително устройство“ (security device). В разговорната реч обаче, на английски такова устройство обикновено се нарича „донгъл“, а в България – „тапа“.

## История
В края на 1970-те и началото на 1980-те създателите на компютърната игра Wordcraft първи въвеждат използването на донгъл за защита на софтуера.

## Употреба
Програмите, защитени с тапа обикновено се разпространяват безплатно и работят в демонстрационен (демо) режим. Това е начин за защита от ползване без заплащане т.е., на авторското право на качествени програмни продукти. Идеята е, че е далеч по-трудно да се копира устройството отколкото самата програма.
Тапите ограничават броя на работоспособните копия от програмата. Колкото тапи има закупени, на толкова компютри едновременно програмата може да работи пълноценно, а не като демо. Практикува се инсталиране на програмата на всички компютри, а закупуване на по-малък брой тапи, и тапите се разнасят от компютър на компютър.
Тапата се поставя най-често на USB или на паралелния порт. Не е задължително тапата да е глуха, тя може да е оформена като удължител.
Напоследък тапите са за USB порт, изглеждат като флашки и лесно се местят от компютър на компютър.

## Принцип на действие
Съвременните устройства използват:
- вградено силно криптиране на информацията;
- техники, пречещи на обратното инженерство;
- имат вградена памет, където да се съхраняват ключови елементи от програмата,
- имат вградени кодиращи микропроцесори, които да изпълняват съхранените програмни елементи;
- изработени са без възможност за разглобяване (пломбирани).

## Сигурност
Въпреки че се смята като една от най-сигурните защитни системи, слабото място на този вид хардуерна защита е протоколът за обмяна на данни със защитената програма.
Версиите на Windows преди Vista допускат драйвери без сертификат за сигурност на портовете. Такъв драйвер може да е написан така, че да записва обмена на данни. След като по този начин се разгадае действието на тапата, може да се напише нов драйвер, който да отговаря вместо тапата.